# Eucereon perstriata
Eucereon perstriata là một loài bướm đêm thuộc phân họ Arctiinae, họ Erebidae.